# جهانگیر عبدالمؤمن‌اف
جهانگیر عبدالمؤمن‌اف (زادهٔ ۹ فوریهٔ ۱۹۹۳) بازیکن فوتبال اهل ازبکستان است.
از باشگاه‌هایی که در آن بازی کرده‌است می‌توان به باشگاه فوتبال آلمالیق اشاره کرد.
وی همچنین در تیم ملی فوتبال ازبکستان بازی کرده‌است.